# چيان نويل باروت
جان نويل بارو (بالفرنسية: Jean-Noël Barrot؛ من مواليد 13 مايو 1983) هو سياسي فرنسي من الحركة الديمقراطية (MoDem) يشغل منصب وزير أوروبا والشؤون الخارجية في الحكومات المتعاقبة لرئيسي الوزراء ميشيل بارنييه وفرانسوا بايرو منذ 21 سبتمبر 2024. شغل سابقًا منصب الوزير المفوض للتحول الرقمي والاتصالات في حكومة إليزابيث بورن من عام 2022 إلى عام 2024 والوزير المفوض للشؤون الأوروبية في حكومة غابرييل أتال في عام 2024.

## الحياة المبكرة والتعليم
وُلِد بارو في الدائرة السابعة في باريس، وهو ابن السياسي جاك بارو (1937-2014)، الذي شغل منصب وزير الحكومة الديمقراطية المسيحية، ومفوض أوروبي، وعضو في المجلس الدستوري حتى وفاته. عملت شقيقته هيلين بارو كمديرة اتصالات لشركة أوبر في أوروبا.
تابع بارو دراسته الإعدادية في مدرسة هنري الرابع، وتخرج من كلية الدراسات العليا للإدارة في باريس في عام 2007 (برنامج الماجستير في المدرسة العليا للإدارة) وفي عام 2013 (درجة الدكتوراه). كما حصل على درجة الماجستير من معهد العلوم السياسية وكلية باريس للاقتصاد، وكلاهما في عام 2008.
في عام 2013، أصبح باروت باحثًا مشاركًا في كلية سلون للإدارة في معهد ماساتشوستس للتكنولوجيا. في عام 2017، أصبح أستاذًا مساعدًا في .

## الحياة السياسية

### مسيرة مهنية في السياسة المحلية
خدم بارو في المجلس الإقليمي لوار العليا لكانتون إيسينجو من عام 2015 حتى استقالته في عام 2017، وهو المنصب الذي شغله والده حتى عام 2004.
في الانتخابات الإقليمية لعام 2021، تم انتخابه لعضوية المجلس الإقليمي لإيل دو فرانس على قائمة الجمهورية إلى الأمام! بقيادة لوران سانت مارتن.

### عضو مجلس النواب (2017-2022)
في الانتخابات التشريعية لعام 2017، انتُخب بارو لعضوية الجمعية الوطنية في الدائرة الثانية في إيفلين، والتي تضم HEC Paris، المدرسة الكبرى التي كان يدرس فيها. وقد هزم النائب المنتهية ولايته باسكال ثيفينوت من الجمهوريين بنسبة 58.3% من أصوات الجولة الثانية.
في البرلمان، شغل منصب نائب رئيس لجنة المالية. شارك مع بينيديكت بيرول في تأليف مشروع قانون في عام 2018 لمكافحة التهرب الضريبي على نطاق واسع ومخططات تجنب الضرائب من خلال تجريد الأرباح في أعقاب الكشف عن ملفات CumEx. بالإضافة لمهامه في اللجنة، كان بارو عضوًا في مجموعة الصداقة البرلمانية الفرنسية - الأوروغوايانية.
في أواخر عام 2017، عيَّن رئيس الجمعية الوطنية فرانسوا دو روجي بارو لرئاسة مجموعة عمل مكونة من عشرة أعضاء معنية بإصلاح الجمعية الوطنية. قدمت المجموعة تقريرين، في عامي 2017 و2018 على التوالي.